# Daniel Crista
Daniel Crista (Reșița, 19 de enero de 1991) es un deportista rumano que compite en ciclismo en las modalidades de pista y ruta. Ganó una medalla de bronce en el Campeonato Europeo de Ciclismo en Pista de 2020, en la prueba de puntuación.

## Medallero internacional
| Campeonato Europeo | Campeonato Europeo | Campeonato Europeo | Campeonato Europeo |
| Año                | Lugar              | Medalla            | Competición        |
| ------------------ | ------------------ | ------------------ | ------------------ |
| 2020               | Plovdiv (Bulgaria) | Medalla de bronce  | Puntuación         |

## Palmarés
| 2015 - 2.º en el Campeonato de Rumania Contrarreloj 2016 - 3.º en el Campeonato de Rumania Contrarreloj - 2.º en el Campeonato de Rumania en Ruta 2017 - 2.º en el Campeonato de Rumania Contrarreloj 2018 - 2.º en el Campeonato de Rumania Contrarreloj - 2.º en el Campeonato de Rumania en Ruta - 1 etapa del Tour de Szeklerland 2019 - 2.º en el Campeonato de Rumania Contrarreloj - 1 etapa del Tour de Szeklerland | 2020 - Campeonato de Rumania en Ruta 2021 - 2.º en el Campeonato de Rumania Contrarreloj - 3.º en el Campeonato de Rumania en Ruta 2022 - 3.º en el Campeonato de Rumania Contrarreloj 2023 - 3.º en el Campeonato de Rumania Contrarreloj - 3.º en el Campeonato de Rumania en Ruta 2024 - 3.º en el Campeonato de Rumania Contrarreloj |